# Arnaud Bovy
Arnaud Bovy (* 17. September 2000 in Lüttich) ist ein ehemaliger belgischer Tennisspieler.

## Karriere
Bovy spielte als Jugendspieler 2018 drei der vier Grand-Slam-Turniere der Junioren und erreichte in Wimbledon im Einzel mit dem Achtelfinale sein bestes Ergebnis. In der Junior-Rangliste war er Ende des Jahres mit Platz 26 am besten notiert. 2018 nahm er an allen drei Konkurrenzen der Olympischen Jugend-Sommerspiele teil und schied jeweils in der ersten Runde aus.
Seit 2019 nahm er regelmäßig an Profiturnieren teil und dabei vor allem an solchen der drittklassigen ITF Future Tour. Im Doppel konnte er in seinem ersten Profijahr zwei Turniere auf diesem Niveau gewinnen; im Einzel stand er einmal im Mai im Finale. Seinen einzigen Auftritt außerhalb von Futures hatte Bovy im Oktober 2019 an der Seite seines Landsmannes Steve Darcis, mit dem er im Hauptfeld der European Open stand, einem Turnier der ATP Tour. Sie hatten von den Turnierverantwortlichen eine Wildcard erhalten. Zum Auftakt unterlagen sie dort Pablo Cuevas und Máximo González in zwei Sätzen. In der Weltrangliste erreichte der Belgier im November mit einer Platzierung in den Top 700 jeweils sein bisheriges Karrierehoch. Er gewann 2019 einen Einzel- und zwei Doppeltitel bei Futures, wodurch er ein Jahr später sein Karrierehoch jeweils in den Top 600 erreichte.
2022 spielte er letztmals Profiturniere.